# Daphne Selfe
Daphne Selfe (Reino Unido, 1 de julio de 1928) es una modelo británica conocida por su extensa carrera en la industria de la moda. A finales de 2018, ganó un premio por ser la modelo mas longeva que aún participaba en pasarelas.

## Biografía
Selfe nació en Londres y pasó sus primeros años en los condados de West Midlands. Durante la Segunda Guerra Mundial, fue enviada a un internado. Después de la guerra, trabajó en los grandes almacenes Heelas en Reading (ahora John Lewis), donde ganó un concurso de portadas de una revista local a los 21 años. Esto la llevó a unirse a la Agencia Gaby Young en Londres y a recibir capacitación formal en modelaje. 
En 1954, se casó con Jim Smith, un profesional de producción de televisión y teatro. Tuvieron tres hijos. Selfe pauso su carrera como modelo para centrarse en su familia y aceptó papeles como extra en producciones de televisión y cine. Regresó al modelaje en 1998, un año después de la muerte de su marido.

## Carrera
La carrera de modelo de Selfe comenzó en 1949, e incluyó trabajos como modelo de artistas, modelo de tiendas departamentales y modelo comercial. Apareció en anuncios de diversos productos, desde ropa hasta alimentos y bebidas.
En 1998, a la edad de 70 años, Selfe fue invitada a modelar para el desfile Red or Dead en la Semana de la Moda de Londres. Su apariencia atrajo mucha atención, lo que la llevó a aparecer en Vogue y a conseguir un contrato con la agencia Models 1.
Desde entonces, ha trabajado con marcas como Dolce & Gabbana, TK Maxx y Nivea, y ha sido fotografiada por fotógrafos de renombre como Mario Testino y David Bailey.
Selfe también ha aparecido en videos musicales, incluido "Light My Fire" de Will Young en 2002 y "Queenie Eye" de Paul McCartney en 2013.
En reconocimiento a sus contribuciones a la moda, recibió la Medalla del Imperio Británico en la lista de Honores de Año Nuevo. 

## Publicaciones
- La forma en que vestíamos: una vida en ropa. Pan Macmillan, 2016. ISBN 9781447291930

## Premios
| Año  | Nombre del premio             | Categoría                           |
| ---- | ----------------------------- | ----------------------------------- |
| 2019 | Medalla del Imperio Británico | Ser la modelo más longeva del mundo |

Daphne Selfe recibió la Medalla del Imperio Británico (BEM) en los Honores de Año Nuevo de 2019 por sus contribuciones a las mujeres y la moda. Su extensa carrera como modelo, que comenzó en 1949, ganó renovada prominencia cuando apareció en Vogue a la edad de 70 años, desafiando las normas de la industria y promoviendo la inclusión de modelos mayores. Además, en 2015, fundó la Academia Daphne Selfe  para asesorar a mujeres de todas las edades, haciendo hincapié en el profesionalismo, la etiqueta y la vida saludable. Estos esfuerzos han inspirado a agentes, fotógrafos y diseñadores de ropa a considerar a las personas mayores como modelos.

## Vida personal
Daphne Selfe ha mantenido un estilo de vida activo a lo largo de su vida. Practica yoga desde los 20 años, disciplina que le presentó el fotógrafo Gilbert Adams, y continúa incorporándola a su rutina diaria junto con ejercicios de ballet y pilates.  